# Каспар Фридрих фон Ламберг
Каспар Фридрих фон Ламберг (на немски: Kaspar Friedrich von Lamberg-Kunstadt) е граф на Ламберг-Кунщат, фрайхер на Ортенег и Отенщайн.

## Биография
Роден е през 1648 година в Мюнстер, Германия. Произлиза от благородническата фамилия Ламберг от Каринтия и Крайна, която има собствености в Горна Австрия (Щирия). Той е предпоследният син на имперски граф Йохан Максимилиан фон Ламберг (1608 – 1682) и съпругата му графиня Юдит Ребека Елеонора фон Врбна и Фройдентал (1612 – 1690). По-малкият му брат Йохан Филип фон Ламберг (1651 – 1712) е княжески епископ на Пасау и кардинал.
Каспар Фридрих фон Ламберг умира на 20 юли 1686 г. в Брюн, Хабсбургска монархия (днес Бърно, Чехия), на 38-годишна възраст.

## Фамилия
Първи брак: през 1675 г. се жени за Мари Франциска Терезия Изерле фон Кодау († 1684). Те имат три деца:
- Карл Бенедикт фон Ламберг-Кунщат (* 27 май 1675; † 9 октомври 1721), граф на Ламберг, женен на 3 май 1702 г. за графиня Мария Лудовика Антония постума фон Кхевенхюлер-Айхелберг (* 14 декември 1684; † 3 май 1742)
- Анна Алойзия Максимилиана фон Ламберг (* ок. 1676/1677; † 28 юни 1738), омъжена I. ок 1695 г. (развод 1697) за граф Франц Михаел Хизерле фон Кодау, II. 1696 до 1699 г. метреса на Фридрих Август 'Строги' Саксонски (* 22 май 1670; † 1 февруари 1733), крал на Полша (1697 – 1704, 1709 – 1733), III. на 1 ноември 1698 г. за граф Густав Ханибал фон Оперсдорф († 29 декември 1744), IV. (връзка) с принц Александер Бенедикт Собиески (* септември 1677; † ноември 1714), син на крал Ян III Собиески
- Мария Франциска Изабела Антония Ребека фон Ламберг (* 8 юли 1682, Брюн; † 1748), омъжена на 26 май 1702 г,. във Виена за граф Франц Антон Унгнад фон Вайсенволф (* 27 юли 1679; † февруари 1715, Линц)

Втори брак: на 31 декември 1684 г. се жени за графиня Мария Алойзия Терезия фон Валдбург-Цайл (* ок. 1658; † 14 август 1717). Бракът е бездетен.